# Locupletes
Locupletes o assidu (en llatí plural Assidui) eren els ciutadans romans que estaven obligats a fer el servei militar a la línia principal de batalla a les legions durant gairebé tot el període de la República Romana.
Els locupletes o assidui eren propietaris de terres que estaven inclosos en les cinc primeres classes de ciutadans que segons la divisió de la societat que va fer Servi Tul·li, estaven obligats a pagar tributs, segons diu Titus Livi. Titus Livi també diu que en aquesta classe s'incloïen els ciutadans que tinguessin terres valorades en 11.000 asos o més. La societat es dividia entre els locupletes (els que tenien propietats) i els proletarii (els que engendraven fills), és a dir, entre rics i pobres.
Els assidui podien servir a les legions, a diferència dels proletaris. Però l'exèrcit romà va anar evolucionant en la seva estructura, i els barems econòmics necessaris per ser locupletes es van anar rebaixant progressivament. L'any 107 aC, Gai Mari va enrolar els capite censi (els 'sense terra') al seu exèrcit. Les reformes de Mari es consideren l'última reforma en l'evolució de l'exèrcit, ja que permetien a qualsevol ciutadà romà convertir-se en legionari.